# Carlos Augusto Strazzer
Carlos Augusto Strazzer (São Caetano do Sul, 4 de agosto de 1945 — Petrópolis, 19 de fevereiro de 1993) foi um ator, cantor, produtor teatral e diretor de teatro brasileiro.

## Biografia
Participou de diversas peças teatrais, entre elas Cemitério de Automóveis, de Fernando Arrabal; O Balcão, de Jean Genet, dirigidos por Victor Garcia e produzidos por Ruth Escobar; A Moratória, de Jorge Andrade; o musical Evita, um dos maiores sucessos da cena carioca dos anos 1980; e As Ligações Perigosas, de Choderlos de Laclos, outro êxito do final daquela década.
Ficou mais conhecido por sua participação na televisão, em muitas telenovelas e algumas minisséries, na Rede Globo, na TV Tupi, na Rede Manchete, na TV Bandeirantes e na TV Record. Era conhecido por interpretar vilões ou personagens misteriosos e místicos, aos quais impregnava de elegância e ambiguidade.
Fez alguns filmes, como Gaijin – os caminhos da liberdade (1980), de Tizuka Yamasaki; Eles não usam black-tie (1981), de Leon Hirszman; Com licença, eu vou à luta (1986), de Lui Farias e Mistério no Colégio Brasil (1988), de José Frazão; além de participações especiais na produção internacional Moon Over Parador (1987), dirigida por Paul Mazursky; e no documentário Interprete mais, ganhe mais, dirigido por Andrea Tonacci, que trata do cotidiano do grupo teatral de Ruth Escobar e que ficou embargado na justiça por vinte anos.
Faleceu às 3:15 do dia 19 de fevereiro, em sua residência, vítima de complicações respiratórias em decorrência da AIDS em 1993, aos 46 anos. Foi sepultado no Cemitério de São João Batista, no Rio de Janeiro.
Um de seus filhos, Fábio Strazzer, atualmente faz parte da equipe de diretores da Rede Globo de Televisão.

## Trabalhos na televisão
- 1991 - O Sorriso do Lagarto .... Peçanha
- 1989 - O Cometa .... Habib[1]
- 1989 - Que Rei Sou Eu? .... Crespy Aubriet[1]
- 1987 - Mandala .... Argemiro[1]
- 1986 - Mania de Querer .... Ângelo
- 1984/85- Vereda Tropical -Ivan
- 1984 - Livre para Voar .... Danilo[1]
- 1983 - Champagne .... Ronaldo[1]
- 1983 - Moinhos de Vento .... Leandro
- 1981 - Jogo da Vida .... Adriano Sales[1]
- 1980 - Coração Alado .... Piero Camerino[1]
- 1978 - O Direito de Nascer .... Alberto Limonta (Albertinho)
- 1977 - O Profeta.... Daniel do Prado[1]
- 1977 - Éramos Seis.... Carlos[3]
- 1976 - O Julgamento .... narrador
- 1975 - A Viagem .... Sombra
- 1975 - Ovelha Negra .... Alberto
- 1972 - Vitória Bonelli .... Walter
- 1971 - Os Deuses Estão Mortos .... Gabriel
- 1970 - As Pupilas do Senhor Reitor .... Manuel do Alpendre[1]